# Apis mellifera scutellata
L'Apis mellifera scutellata Lepeletier, 1836, è una sottospecie dell'ape che incrociata con l'ape europea diede origine all'Ape africanizzata. 
La sua area di distribuzione naturale è l'Africa centro orientale.
Questa razza fu introdotta in Brasile nel 1956 e per un errore venne lasciata incrociare con l'ape creola ovvero con le discendenti delle api portate dai colonizzatori. Il comportamento molto aggressivo di questo ibrido, ereditato dalla razza africana, comporta notevoli problemi per la sicurezza di uomini e animali.

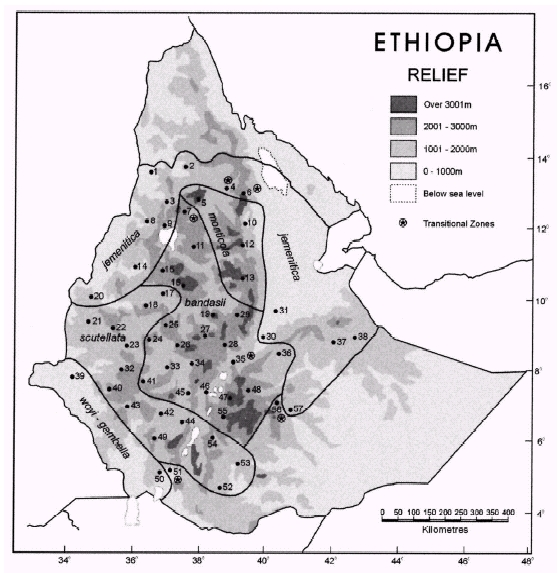
Distribuzione dell'Apis mellifera in Etiopía

## Caratteristiche della razza
In Africa, Apis mellifera scutellata occupa la foresta tropicale e la savana umida ad un'altitudine va dai 500 ai 2400 m s.l.m. Le popolazioni di Apis mellifera sudanensis riconosciute da Radloff e Hepburn (1997) furono classificate come Apis mellifera scutellata. Le sue celle, come quelle della maggior parte delle api africane, sono di dimensioni inferiori a quelle delle sottospecie europee, inoltre hanno uno sviluppo più precoce che per le operaie passa da 21 a 19 giorni, fatti che probabilmente spiegano un miglior adattamento agli attacchi di Varroa destructor. Hanno una risposta molto pronta al feromone dell'allarme, che le porta ad attaccare in massa anche a distanza dall'alveare.